# اضطراب اجتماعي
الاضطراب الاجتماعي هو مصطلح يستخدم في علم الاجتماع لوصف تغيير أو انهيار الحياة الاجتماعية، وغالبا في بيئة المجتمع. على سبيل المثال، قد يؤدي إغلاق «متجر بقالة» في المجتمع إلى حدوث اضطراب اجتماعي في المجتمع من خلال إزالة «مكان اجتماع» لأعضاء المجتمع لتطوير العلاقات بين الأشخاص والتضامن المجتمعي. غالبا ما يرتبط هذا المصطلح بآثار النمو السكاني السريع. 
يمكن أن تحدث الاضطرابات الاجتماعية في أشكال مختلفة، من الكوارث الطبيعية إلى مثال متجر البقالة في أعلى الفقرة. يمكن أن يحدث بعد أي شيء يحدث قد يغير الروتين المعتاد في بيئة ما.

## العقوبة
في العقوبة، يحدث اضطراب اجتماعي عندما يكون محقق العقوبة وظروف العقوبة مشروطة وموجهة بالإكراه. وبكل بساطة، يمكن للشخص الذي يحقق العقوبة أن يصبح شيئا متجنبا بواسطة موضوع العقاب. على سبيل المثال، قد يقوم فأر التجارب بتجنب الصدمات التي يرسلها المجرب كعقوبة. المجرب نفسه ليس حافز معاقبة، ولكن يتعلم الفأر أن يربط العقوبة الفعلية (الصدمات) بالشخص الذي يقوم بتسليم الصدمات.
يبدو أن استخدام العقوبة ضروري عند محاولة إخماد العنف أو التوتر.

## دراسات
كرانيتش، وريتشارد إس، وتوماس جرايدر.عام 1984. «الرفاهية الشخصية في النمو السريع والمجتمعات المستقرة: مؤشرات متعددة ونتائج مختلفة». علم الاجتماع الريفي 49 (4): 541-552.